# Peter Hall
Sir Peter Hall   (Hampstead, 19 de març de 1932 - Londres, 30 de juliol de 2014) fou un urbanista anglès. Catedràtic d'Urbanisme a la Bartlett School of Architecture and Planning, University College London. Fou un dels teòrics urbans més reconeguts arreu del món. El seu llibre Cities and Civilisation (1999) ha esdevingut una obra de referència en el camp de l'urbanisme. Fou assessor especial de planificació estratègica en successius governs del Regne Unit i va obtenir doctorats honorífics de diverses universitats d'Anglaterra, Suècia i Canadà. Fou membre honorífic del Royal Town Planning Institute, de l'Acadèmia Britànica i de l'Acadèmia Europea.